# Vasaloppet 45
Vasaloppet 45 (tidigare Halvvasan) är ett längdskidlopp. Det är 45 kilometer långt, halva sträckan av Vasaloppet, och går från starten i Oxberg till Mora. Loppet genomfördes för första gången 1997. Det är individuell start som i Öppet Spår med tidtagning men utan någon placering. För att få delta måste man vara 17 år och loppet ingår i Klassikerhalvan och Vasaloppsveckan.
Vasaloppet 45 hade premiär 1997, och hette de två första åren "45:man". Namnet syftade till kilometerantalet samt att endast män fick delta. Senare beslutades att även kvinnor skulle få åka loppet varpå namnet ändrades till 45:an och år 1999 till halvvasan. Den 22 oktober 2019 fick loppet sitt nuvarande namn.

## Spåret
Loppet startar i Oxberg, där också Tjejvasan, Vasaloppet 30 och Skejtvasan har sin start. Eftersom det är 3 mil mellan Oxberg och Mora så går spåret först västerut runt Oxbergssjön mot Evertsberg för att sedan ansluta till Vasaloppsspåret vid vägundergången i Vasslan. Under de första åren gick starten i Evertsberg.

## Kontrollerna
Vid kontrollerna serveras blåbärssoppa, sportdryck och bröd.
- Starten: Oxberg
- Oxberg
- Hökberg
- Eldris
- Mål: Mora